# Rhacophorus pardalis
Rhacophorus pardalis es una especie de ranas de la familia Rhacophoridae.
Se distribuye por la península malaya, Sumatra, Borneo (países de Brunéi, Indonesia y Malasia) y Filipinas (islas de Mindanao, Negros, Bohol y Luzón).
Esta especie está en peligro por la pérdida de su hábitat natural.